# Uintah
Uintah je město v okresu Weber County ve státě Utah ve Spojených státech amerických. K roku 2000 zde žilo 1 127 obyvatel. S celkovou rozlohou 2,6 km² byla hustota zalidnění 432,6 obyvatel na km².